# Orde van de Vrijheid van de Republiek Slovenië

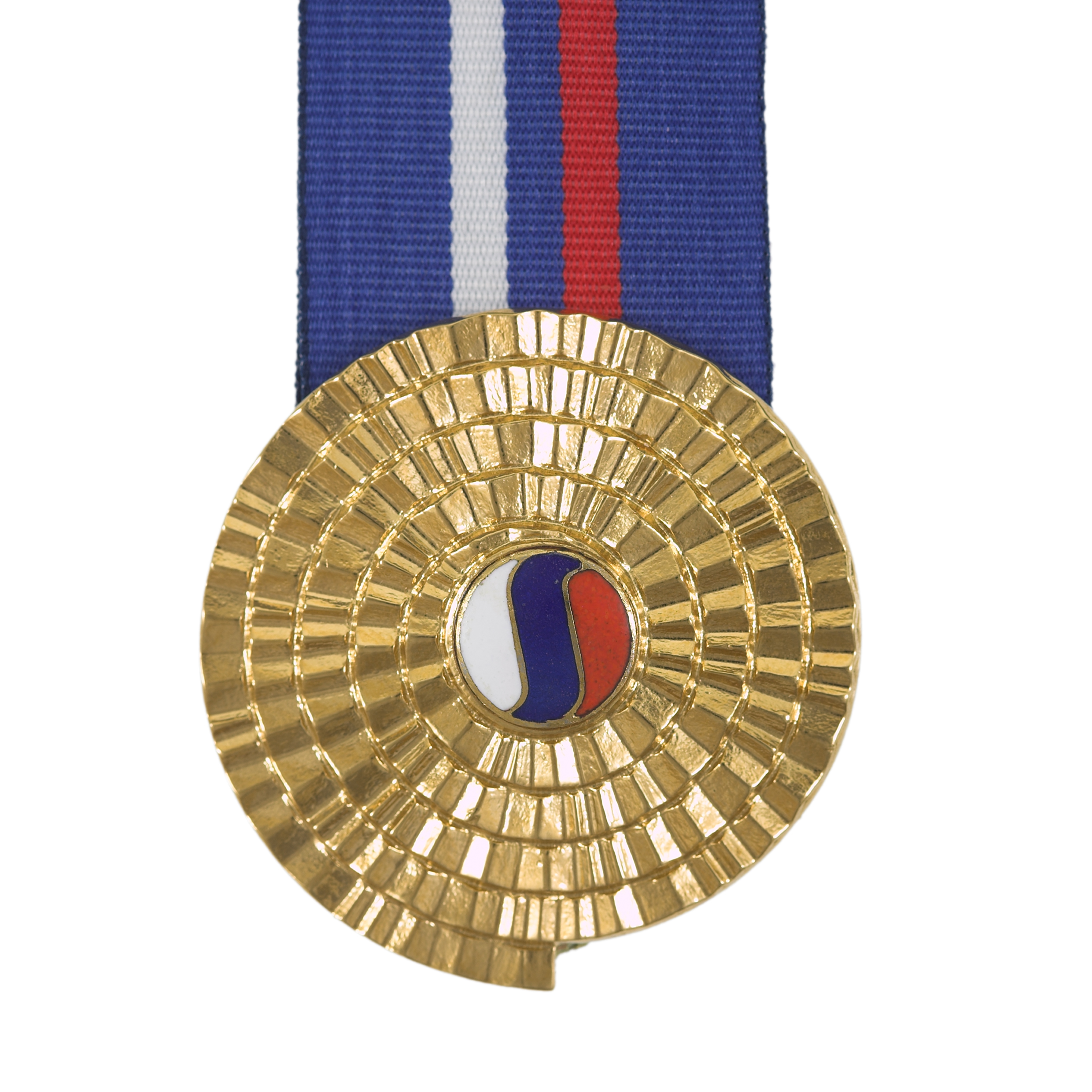
Orde van de Vrijheid van de Republiek Slovenie

De Orde van de Vrijheid van de Republiek Slovenië (Sloveens: "Častni znaki svobode RS") is de hoogste onderscheiding van de Republiek Slovenië, de eerste van de republieken die zich los wisten te maken uit de Federale Republiek Joegoslavië. De in 1992 ingestelde onderscheiding wordt tot de ridderorden gerekend maar de hoogste graad is een "gouden versiersel". Onder de dragers van dit versiersel is ook Elizabeth II van het Verenigd Koninkrijk.
Slovenië heeft in haar decoratiestelsel de West-Europese traditie niet precies gevolgd. De orde heeft dan ook geen grootkruisen of ridders maar is verdeeld in drie graden.
- De Gouden Orde van de Vrijheid, (Sloveens: "Zlati Častni znaki svobode RS"), een rond gouden versiersel dat aan een blauw lint met een brede rood-wit-blauwe middenstreep om de hals wordt gedragen.

- De Zilveren Orde van de Vrijheid, (Sloveens: "Srebrni Častni znaki svobode RS"), een rond zilveren versiersel dat als een broche wordt gedragen.

- De Orde van de Vrijheid, (Sloveens: "Častni znaki svobode RS"), een rond aluminium versiersel met in het midden de vlag van Slovenië. Het wordt als broche gedragen.

De dragers van de drie graden mogen op hun revers een versiersel met de vlag van Slovenië op een gouden, zilveren of aluminium gesp dragen.
De meeste van de gedecoreerden, met name de dragers van de IIIe graad, zijn de soldaten en vrijwilligers die in 1992 voor de vrijheid van Slovenië vochten.